# Els passatgers de la nit
Els passatgers de la nit (originalment en francès, Les Passagers de la nuit) és una pel·lícula dramàtica francesa del 2022 dirigida per Mikhaël Hers. Ambientada la nit de les eleccions presidencials franceses de 1981 i els dies següents, la pel·lícula segueix una mare de dos adolescents acabada de divorciar que coneix una adolescent amb problemes. Es va estrenar en competició al Festival Internacional de Cinema de Berlín el 13 de febrer de 2022. La versió doblada al català es va estrenar l'1 de novembre de 2022.

## Sinopsi
Al París del 1981 es respira un aire de canvi i esperança. L’Elisabeth acaba de separar-se i haurà de fer front a la seva nova situació: mantenir els seus dos fills adolescents i tenir cura de si mateixa. Aconsegueix feina al programa de ràdio nocturn Els passatgers de la nit i allà coneixerà una adolescent problemàtica a qui decideix acollir a casa seva.

## Repartiment
- Charlotte Gainsbourg com a Élisabeth
- Quito Rayon-Richter com a Matthias
- Noée Abita com a Talulah
- Megan Northam com a Judith
- Thibault Vinçon com a Hugo
- Emmanuelle Béart com a Vanda Dorval
- Laurent Poitrenaux com a Manuel Agostini
- Didier Sandre com a Jean
- Lilith Grasmug com a Leïla
- Calixte Broisin-Doutaz com a Carlos
- Éric Feldman com a Domi
- Ophélia Kolb com a Marie-Paule
- Raphaël Thiéry com a Francis
- Zoé Bruneau com la professora